# Dionisio Aguado y García
Dionisio Tomás Ventura Aguado y García (Madrid, 8 de abril de 1784-Madrid, 20 de diciembre de 1849) fue un compositor y guitarrista clásico español.

## Biografía

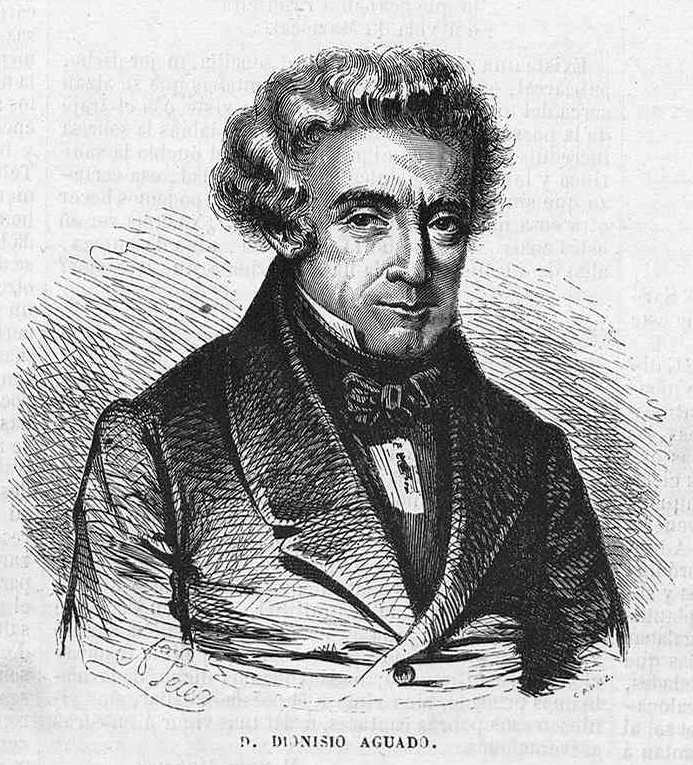
Dionisio Aguado, grabado publicado en El Museo Universal en 1858.

Nacido en Madrid el 8 de abril de 1784 y muerto el 20 de diciembre de 1849, es uno de los guitarristas españoles más célebres del siglo XIX. Inició sus estudios musicales con fray Miguel García, conocido como el padre Basilio. Influenciado por el italiano Federico Moretti, y junto con Fernando Sor, adoptó la notación convencional para guitarra, prescindiendo de la notación por tablatura, imperante en España en esa época.
La invasión de Napoleón, y lo que esto llevó consigo, hizo que se retirara con su madre a sus tierras en Fuenlabrada y se dedicara a profundizar en sus conocimientos musicales. Después de un periodo de retiro que dedicó al estudio y perfeccionamiento de su técnica, se marchó a París en 1825, y atrajo la atención de músicos relevantes de la época (Rossini, Paganini, Vincenzo Bellini, Fernando Sor, Fossa, …) por su virtuosismo, y alcanzó un gran éxito con sus recitales. Con Sor hizo amistad, colaboró estrechamente e incluso vivió durante un tiempo. De hecho éste le dedicó un dueto (Op.41, Les Deux Amis, los dos amigos, una parte está marcada "Sor" y la otra "Aguado"). En 1838 regresó a Madrid, donde dedicó su vida a la enseñanza hasta que murió el 29 de diciembre de 1849.

## Aportaciones

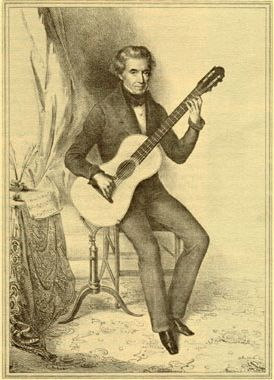
Dionisio Aguado tocando una guitarra.

Fue un profundo estudioso que dedicó muchos años al estudio de la guitarra, tanto en el aspecto musical como en el estructural. En el primero de los aspectos destaca por ser un estudioso de la digitación. Además, gracias a este estudio, desarrolló su método de enseñanza titulado “Escuela de Guitarra”, publicado en Madrid en 1825. Este método es considerado como el antecesor de los métodos publicados en el siglo XX. También se le conoce por la invención del tripedisono para sustentar la guitarra sobre una base. De hecho, Aguado es considerado uno de los profesores más innovadores del siglo XIX. Del segundo de los aspectos cabe destacar que los seis agujeros presentes en el puente de la guitarra fueron ideados por él en 1824. Están dedicados a él una escuela de música y un instituto de educación secundaria en la villa de Fuenlabrada.

## Obras
Una aproximación a sus obras, que debe ser completada, podría ser:
- Op.1, 12 valses para guitarra. Vals n.º 1, Vals n.º 2, Vals n.º 3, Vals n.º 4, Vals, 5, Vals n.º 6
- Op.2, 3 Rondos brillantes.
- Op.3, 8 piezas pequeñas.
- Op.4, 6 piezas pequeñas.
- Op.5, Quatre Andantes et Quatre Valses
- Op.6, Nuevo método de guitarra.
- Op.7, Valses fáciles.
- Op.8, Contradanzas y valses fáciles.
- Op.9, Contredanses non difficiles
- Op.10, Exercices Faciles et Très Utiles
- Op.11, Les Favorites - Huit Contredanses
- Op.12, 6 minués y 6 valses.
- Op.13, Morceaux Agréables non difficiles
- Op.14, Dix Petites Pièces non difficiles
- Op.15, Le Menuet Affandangado
- Op.16, El Fandango Variado

## Discografía
- Spanish music for 6-course guitar around 1800. Centaur-records, 2012 (CRC 3277). Contiene el Fandango, op.16, de Aguado y la Fantasía, op.27, de Moretti.
- Duo Imbesi Zangarà, Tocando en Dos  works by Julian Arcas, Francisco Tarrega, Dionisio Aguado, performed by Carmelo Imbesi e Carmen Zangarà, Classical Music 3.0, 2022

- Datos: Q456851
- Multimedia: Dionysio Aguado / Q456851